# Olios manifestus
Olios manifestus là một loài nhện trong họ Sparassidae.
Loài này thuộc chi Olios. Olios manifestus được Octavius Pickard-Cambridge miêu tả năm 1890.